# Викторин II
Вижте пояснителната страница за други значения на Викторин.
Викторин II Младши (на латински: Victorinus II.; Victorinus iunior; † 271, Агрипина), с пълно име Марк Пиавоний Викторин (на латински: Marcus Piav(v)onius Victorinus) е през 270/271 г. под-император на Галската империя (Imperium Galliarum).
Викторин II е според Historia Augusta син на Викторин, третият император на Галската империя. Той е издигнат от баща му, или от баба му Виктория, малко преди смъртта му за Цезар, съ-регент. След смъртта на баща му е издигнат за император, но след няколко часа е убит от войници в Агрипина.